# Fehér nárcisz
A fehér nárcisz (Narcissus poeticus) az egyszikűek (Liliopsida) osztályának a spárgavirágúak (Asparagales) rendjébe, ezen belül az amarilliszfélék (Amaryllidaceae) családjába tartozó faj.

## Előfordulása

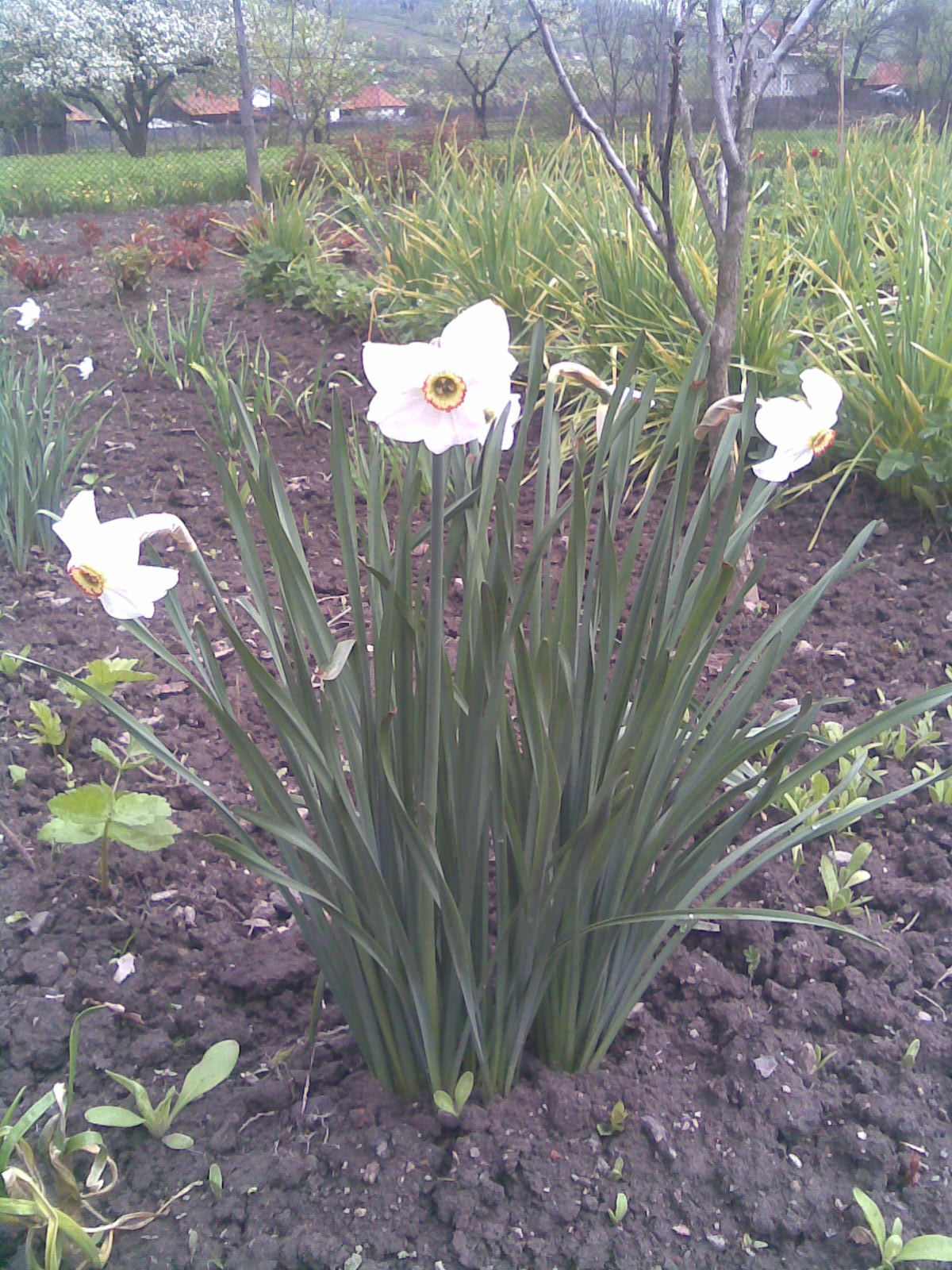
Kerti virágként

A fehér nárcisz kedvelt kerti dísznövény. Lehetséges, hogy a nárciszok közül ezt termesztették elsőként. Gyakran Narkisszosz legendájával hozzák kapcsolatba. Európa nyugati, középső és déli részein őshonos, így Magyarországon is. Észak-Amerikába és számos más helyre betelepítették.

## Alfajai
- Narcissus poeticus subsp. poeticus
- Narcissus poeticus subsp. radiiflorus (Salisb.) Baker
- Narcissus poeticus subsp. verbanensis (Herb.) P.D.Sell

## Megjelenése
20-40 centiméter magasra nő. Virágát rövid sárga „korona”, melynek széle vörös, és a koronát körülvevő fehér szirmok alkotják. Nagyon erős illata van, emiatt Hollandiában és Franciaország déli részén nagy számban termesztik az illatszeripar számára. A nárciszolaj szaga olyan, mintha összekeverték volna a jázmint a jácinttal.
A sárga nárcisszal való keresztezése számos hibridet eredményezett.

## Veszélyként
Habár az összes nárcisz mérgező, a fehér nárcisz túl tesz mindegyiken. Elfogyasztva a növénynek hánytató és irritáló hatása van. Az illata olyan erős, hogy ha egy kisebb szobában nagyobb mennyiségű fehér nárcisz van, az embernek megfájduhat a feje, vagy akár hányhat is.

## Hibridjei
- Narcissus × andorranus,
- Narcissus × aranensis,
- Narcissus × bernardii,
- Narcissus × boutignyanus Philippe (1859) = Narcissus moleroi Fern.Casas × Narcissus poeticus L.,
- Narcissus × incomparabilis Mill. (1768) = Narcissus hispanicus Gouan × Narcissus poeticus L.,
- Narcissus × leedsii T.Moore (1851) = Narcissus bicolor L. × Narcissus poeticus L.,
- Narcissus × medioluteus Mill. (1768) = Narcissus poeticus L. × Narcissus tazetta L.,
- Narcissus × montserratii,
- Narcissus × nelsonii M.Vilm. (1884) = Narcissus hispanicus Gouan × Narcissus poeticus L. × Narcissus pseudonarcissus L.,
- Narcissus × souliei,
- Narcissus × tenuior Curtis (1797),
- Narcissus × vallrutae.

## Képek

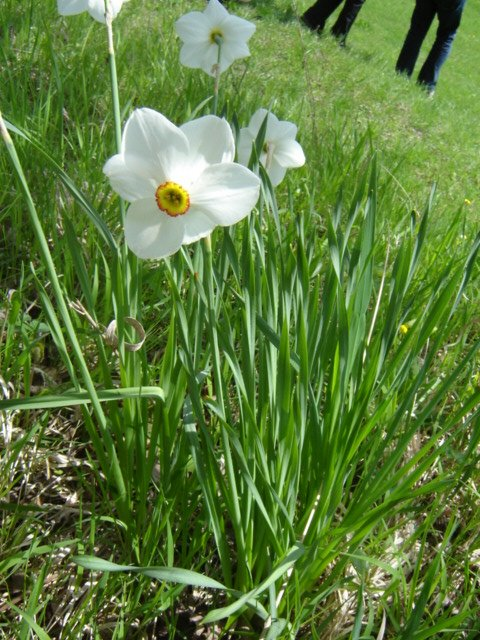
A növény
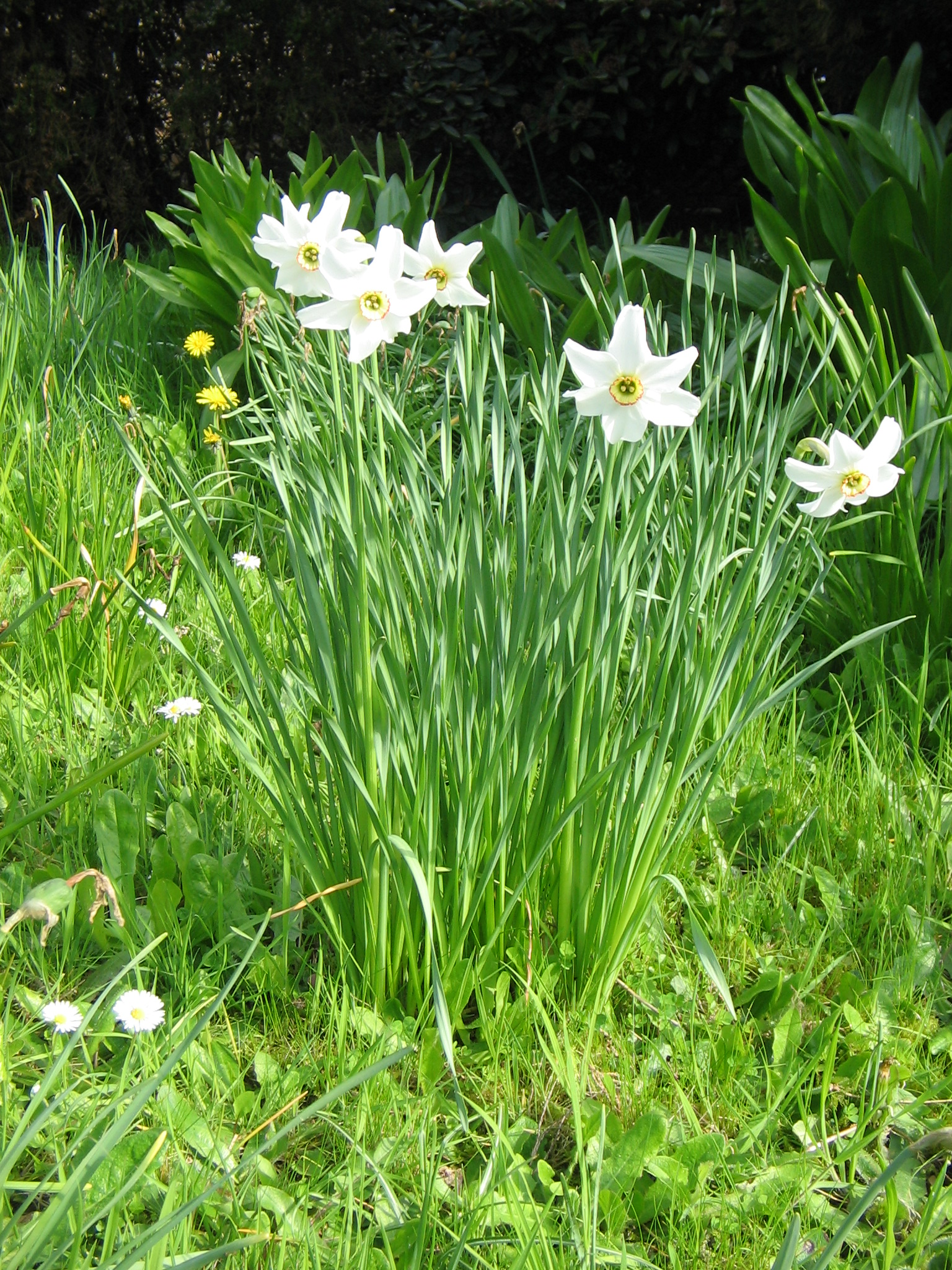
és
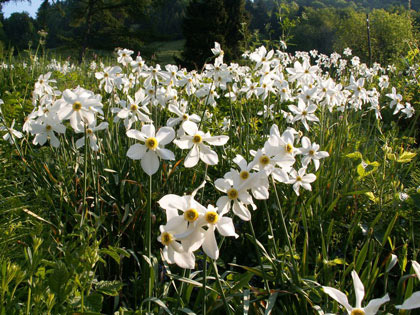
élőhelyei
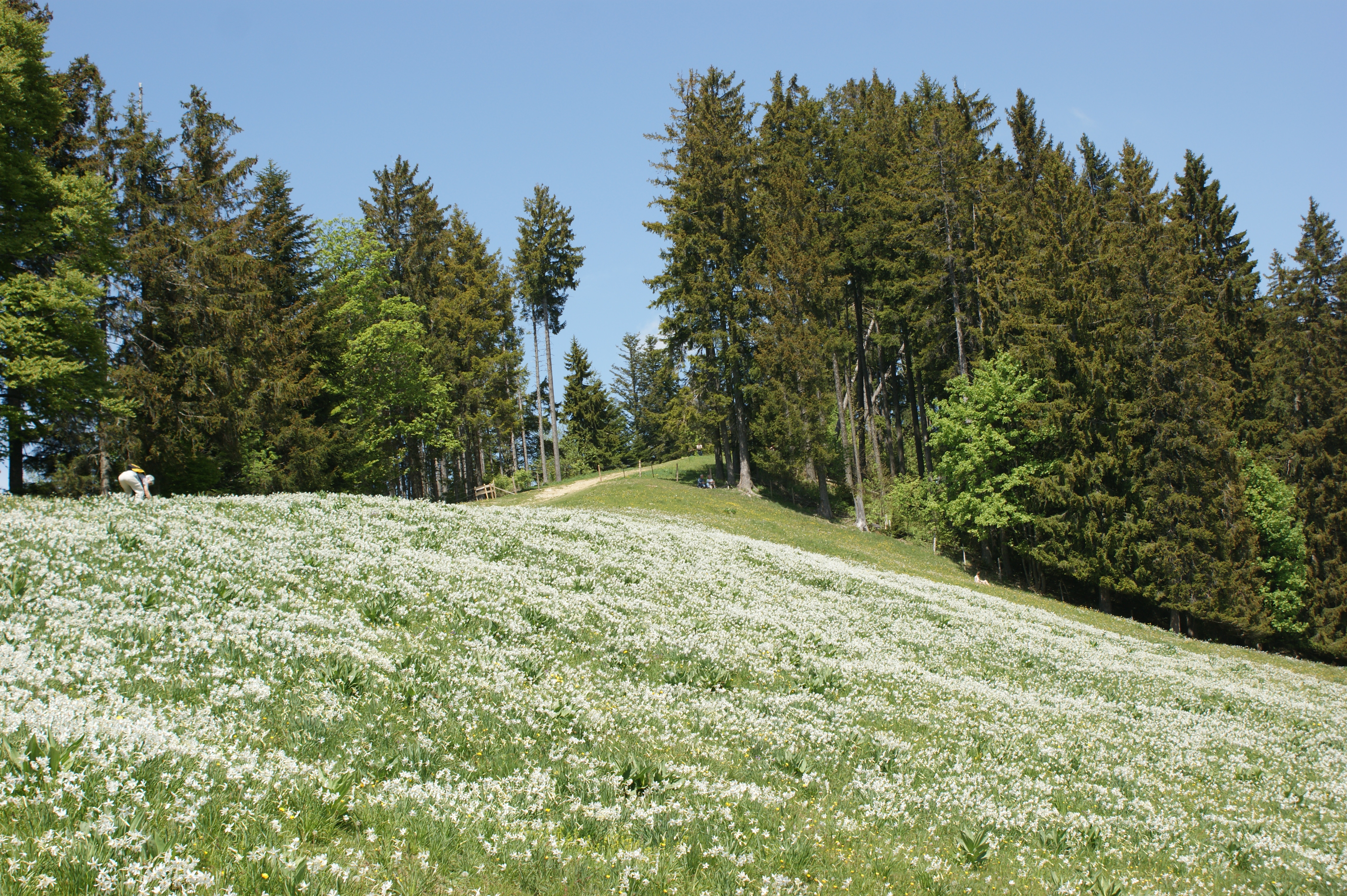
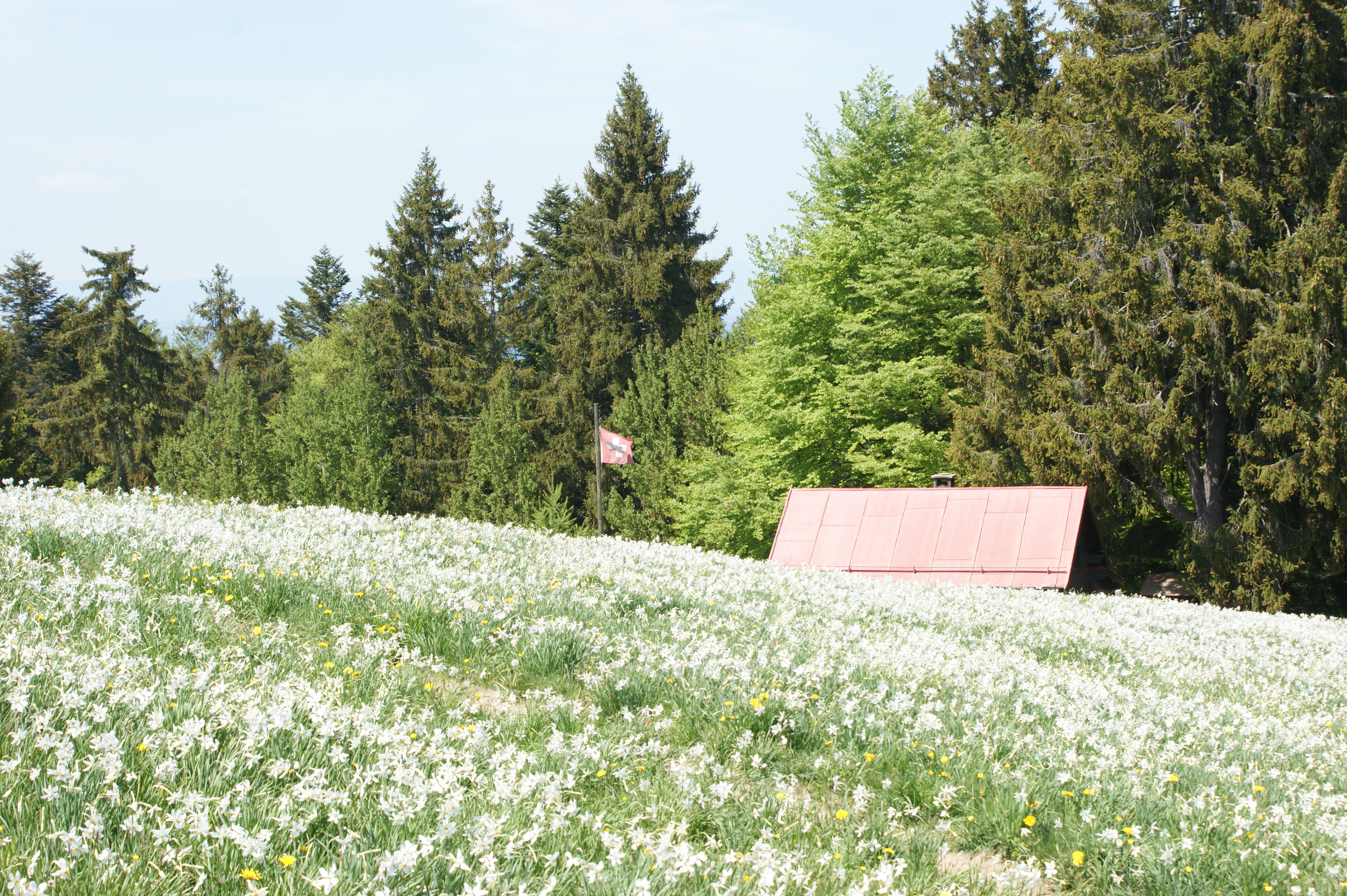
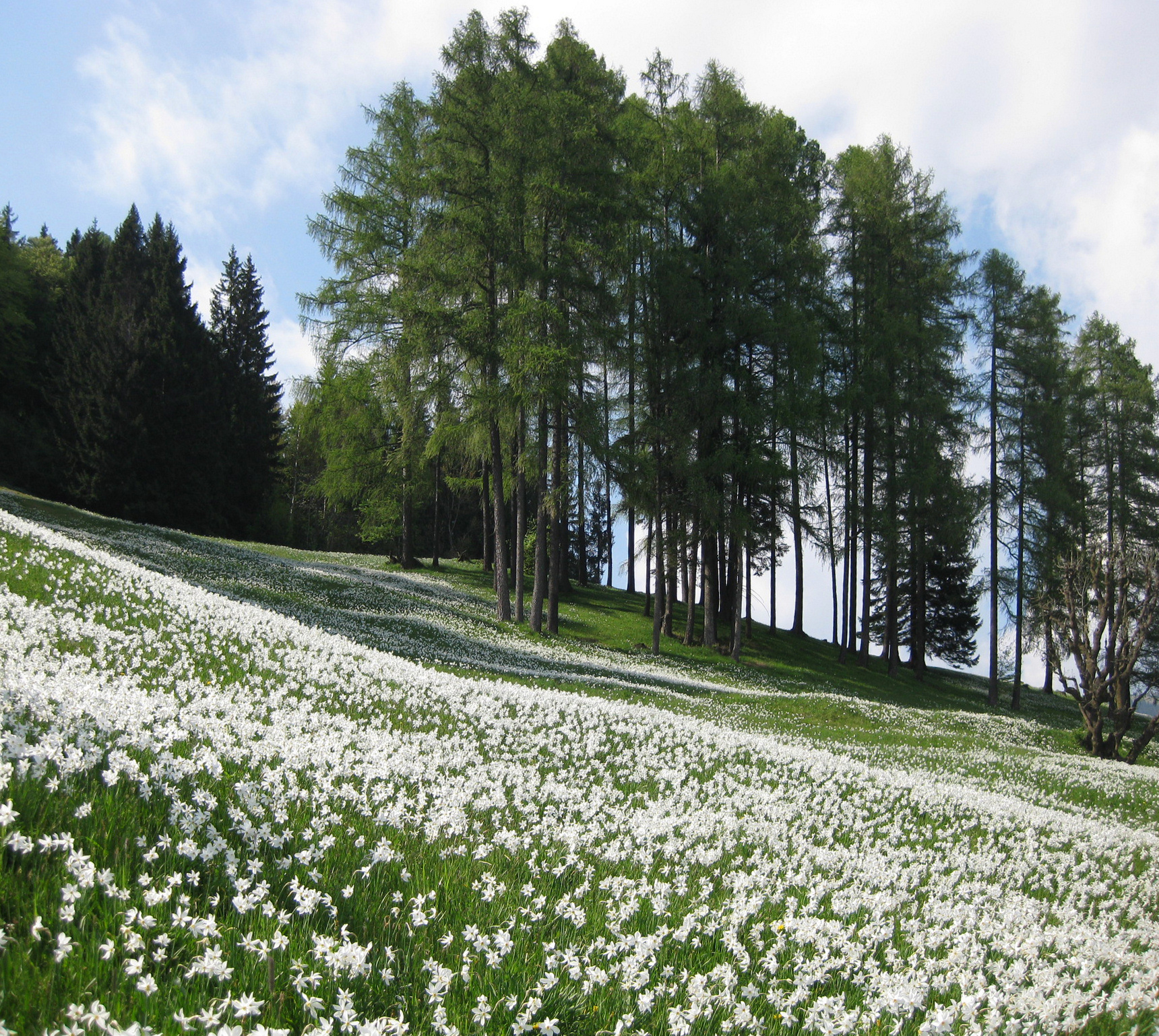
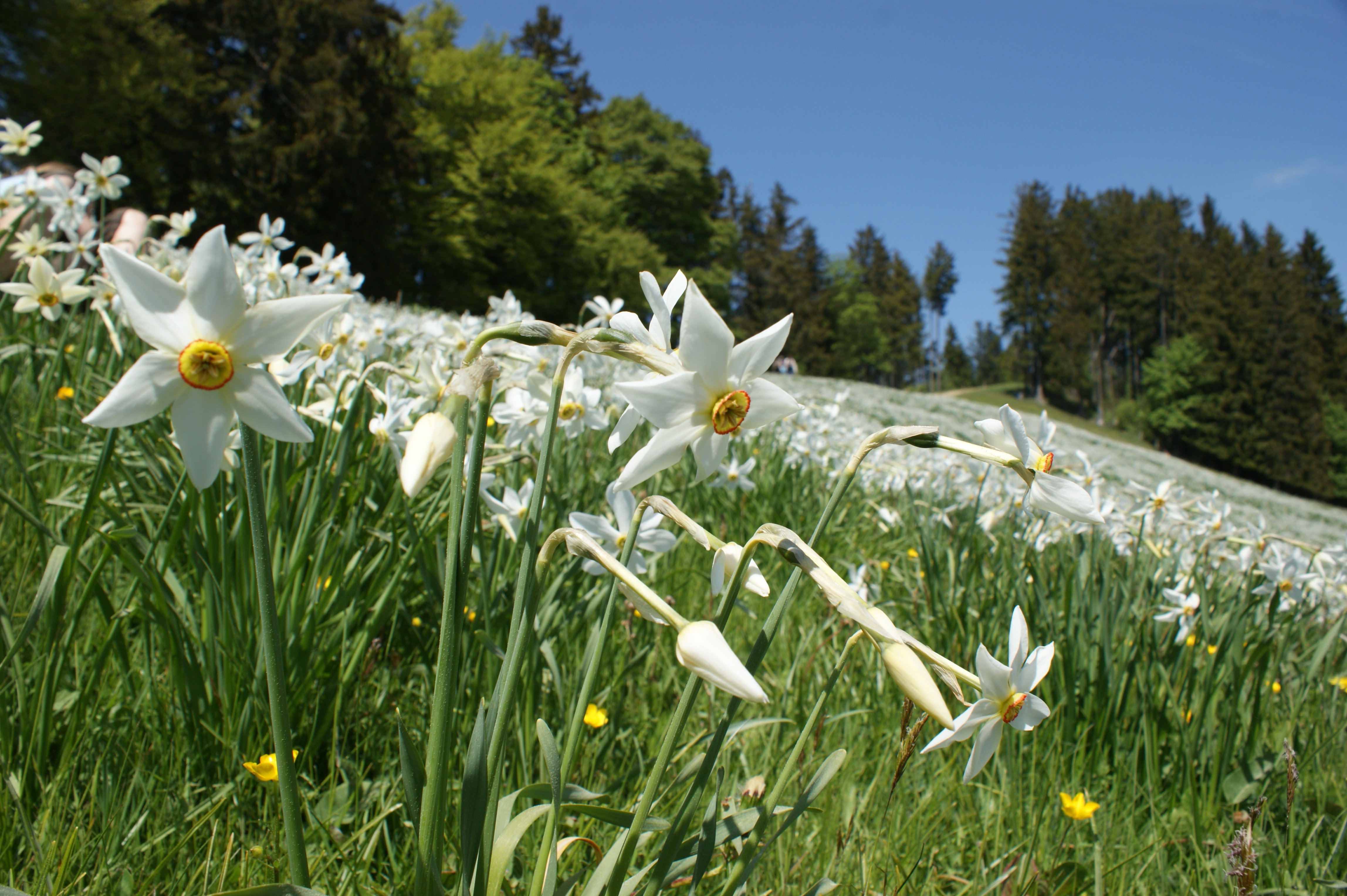
Narcissus poeticus subsp. poeticus
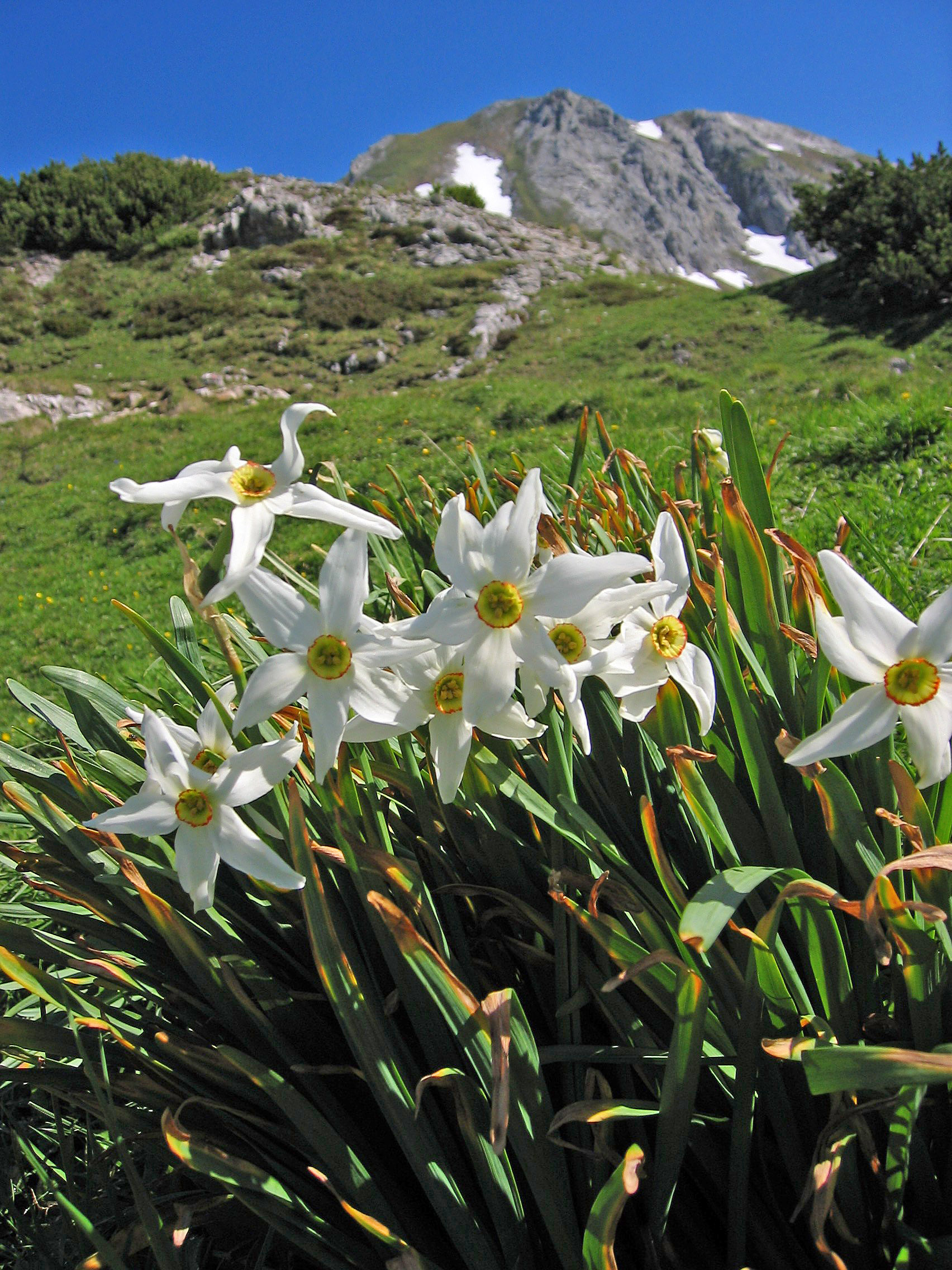
Narcissus poeticus subsp. radiiflorus
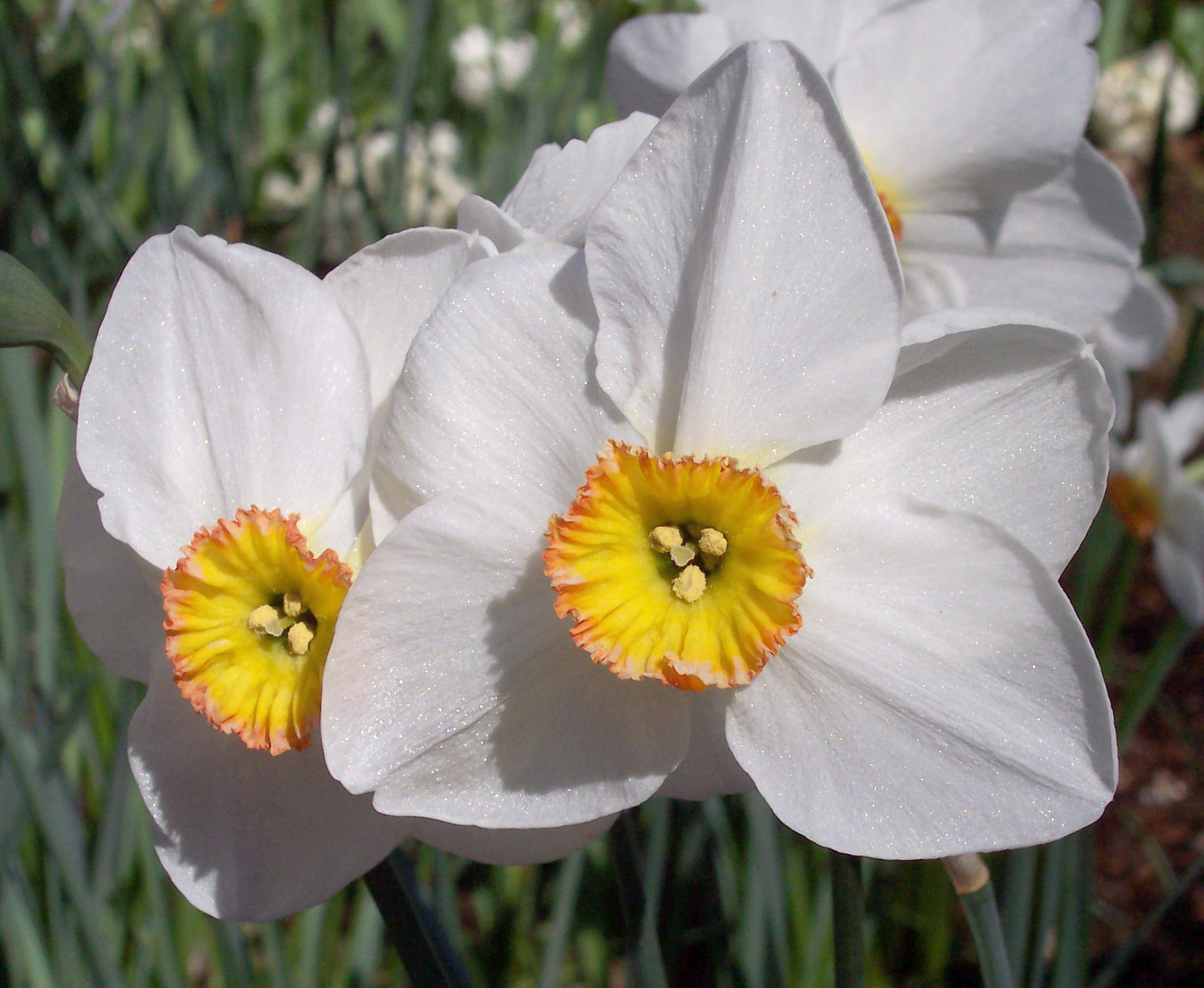
Narcissus poeticus 'Actaea'; ez és a következők, termesztett változatok
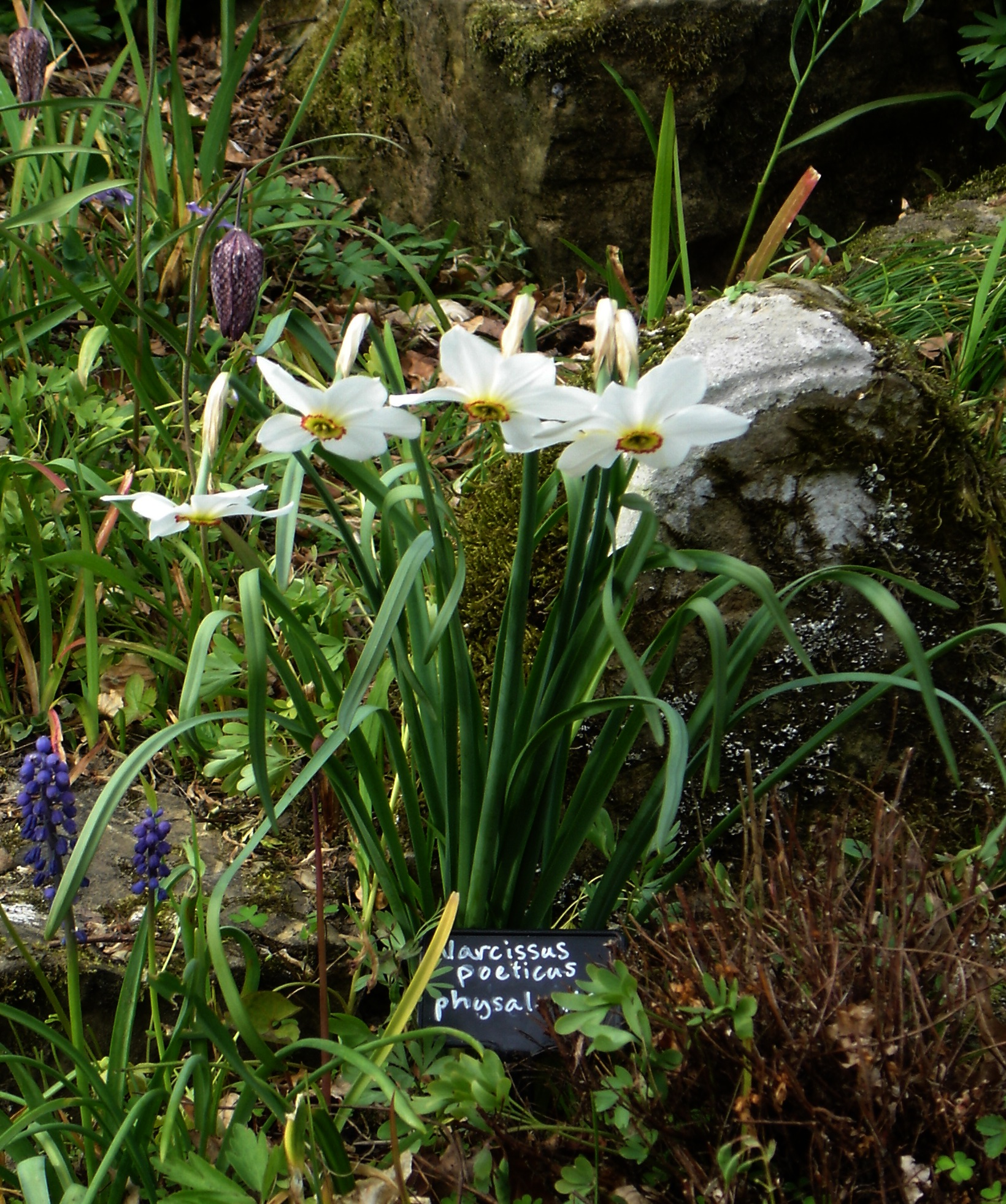
Narcissus poeticus 'Physaloides'
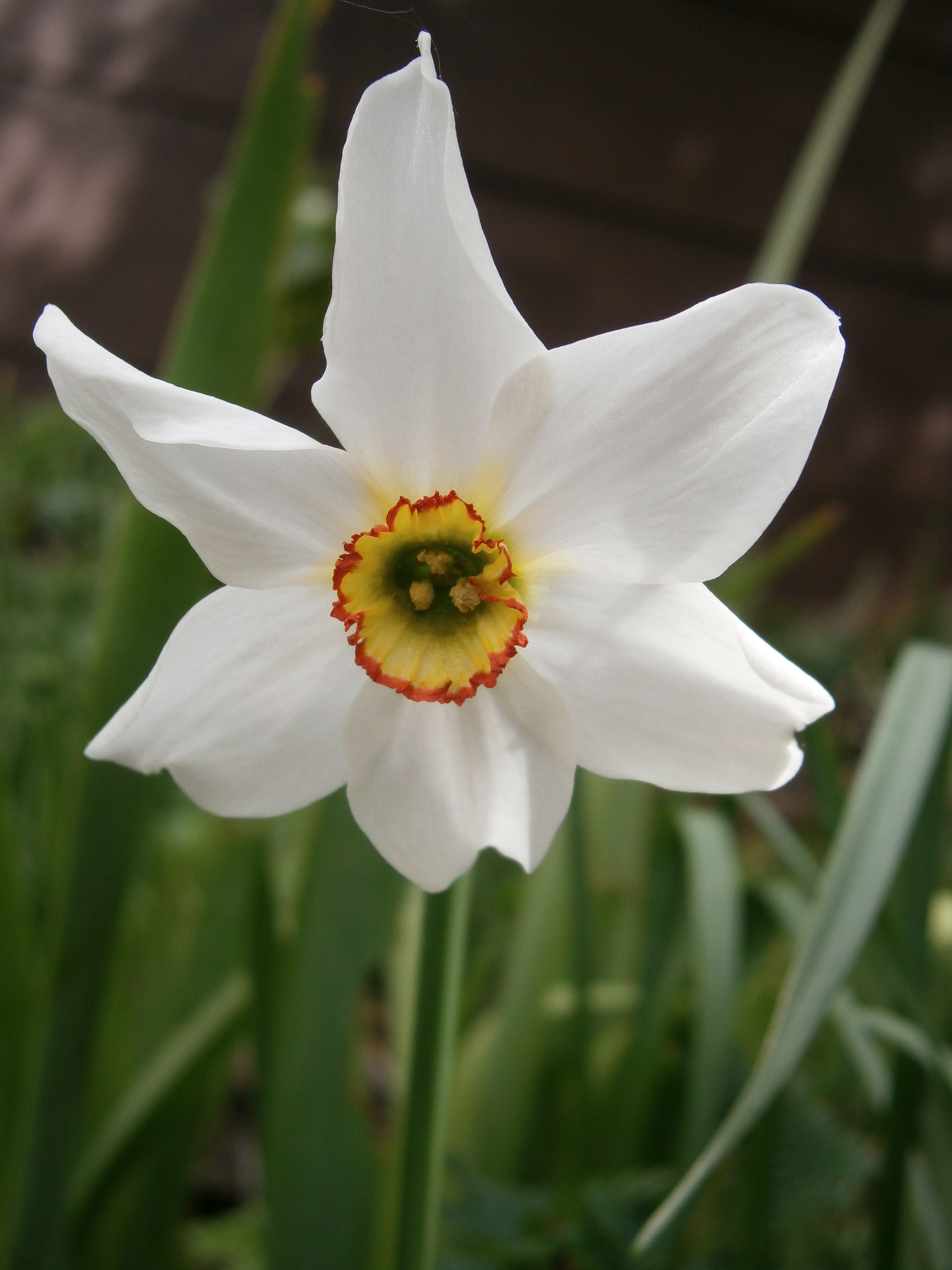
Narcissus poeticus 'Recurvus'
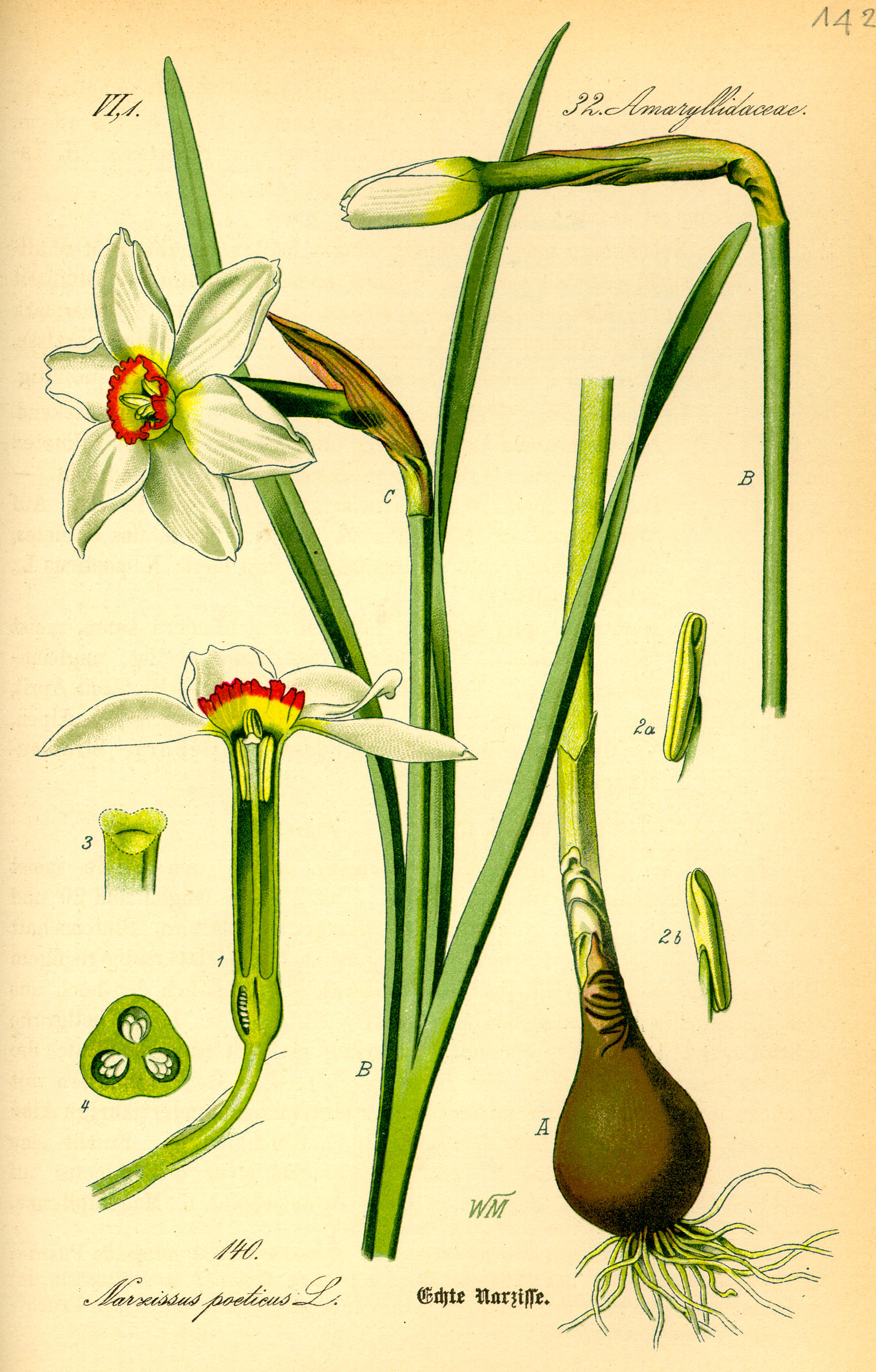
Rajz a növényről

### Fordítás
- Ez a szócikk részben vagy egészben  a   Narcissus poeticus című angol Wikipédia-szócikk ezen változatának fordításán alapul.  Az eredeti cikk szerkesztőit annak laptörténete sorolja fel. Ez a jelzés csupán a megfogalmazás eredetét és a szerzői jogokat jelzi, nem szolgál a cikkben szereplő információk forrásmegjelöléseként.